# Alexandre Staut
Alexandre Carrião Staut (Espírito Santo do Pinhal, 1973) é um cronista, escritor e editor brasileiro. É autor de romances, livros infantis e peças de teatro e o idealizador da revista literária São Paulo Review.

## Biografia
Alexandre Staut nasceu em Espírito Santo do Pinhal, SP. Na adolescência, mudou-se para Bauru, onde cursou Comunicação Social. na Unesp. Morou na Inglaterra, na França e atualmente reside em São Paulo. É autor dos romances "Jazz band na sala da gente" (Toada edições, 2010); "Um lugar para se perder" (Dobradura editorial, 2012); "A vizinha e a andorinha" (Cuore editora, 2015) e "Paris-Brest" (Companhia Editora Nacional, 2016), ganhador do Gourmand World Cookbook Awards e finalista do Prêmio Jabuti e do Prêmio Prazeres da Mesa, em 2017.
Como jornalista, trabalhou em diversos jornais paulistas como Folha de S.Paulo, Diário Popular, Jornal da Tarde e Gazeta Mercantil. É o idealizador e o editor da revista literária São Paulo Review. Criou o roteiro do filme "O anjo da guarda de Caio Fernando Abreu". Como ator, participou da peça "Ça Ira", do francês Joël Pommerat e do filme "A moça do calendário", de Helena Ignez. Escreveu para o teatro a peça "Marquesa", sobre Madame de Pompadour. É cronista do site Vida Breve.

## Prêmios
Gourmand World Cookbook Awards - Best French Cookbook por "Paris-Brest" (2017)

## Obras

### Romances
- "Jazz band na sala da gente"(Toada edições, 2010)[5]
- "Um lugar para se perder" (Dobradura editorial, 2012)[6]
- "Paris-Brest" (Companhia Editora Nacional, 2016)[7]
- "O incêndio" (Folhas de Relva Edições, 2018)][8]

### Infantil
- "A vizinha e a andorinha" (Cuore editora, 2015)[9]

### Antologias literárias e coletâneas
- "Olhar Paris" Organização Leonardo Tonus (editora Nós, 2016)[10]
- "Revista Machado de Assis, número 6" (Biblioteca Nacional, 2015)[11]
- Pessoa - Contemporary Brazilian Literature: Special edition for Paris Book Fair 2015 (English Edition)[12]
- Desassossego: Antologia de contos organizada por Luiz Ruffato[13]
- Antologia de Literatura Contemporânea Brasileira Formas Breves[14]

## Cronista
Cronista do semanário Vida Breve

## Roteirista
- "Anjo da guarda de Caio Fernando Abreu"

## Como ator
- Peça "Ça Irá", do Joël Pommerat[16]
- "A moça do calendário", de Helena Ignez

## Dramaturgia
Peça "Marquesa", sobre Madame de Pompadour